# 小堀勝啓の新栄トークジャンボリー
『小堀勝啓の新栄トークジャンボリー』（こぼりかつひろのしんさかえトークジャンボリー）は、CBCラジオで、日曜日の午前中に放送されているワイド番組・音楽番組。2012年4月1日放送開始。

## 概要
2012年3月まで放送された『サンデーみか 〜Mika's MUSIC MUSEUM〜』の後番組。小堀勝啓が、音楽やインフォメーションとリスナーからの投稿をトークでつないでいくもの。開始当初は『サンデーみか』で放送されていたミニコーナーなどはおおむね引き継がれていた。
番組開始当初の2012年4月から2013年9月までは『新栄トークジャンボリー 小堀勝啓のお気楽パラダイス』だったが、2013年10月より『小堀勝啓の新栄トークジャンボリー』に改題された。
2014年4月から放送時間を変更し、CBCラジオの日曜日のワイド番組史上最も早い朝7時スタートとなった。2021年4月の改編で放送時間が短縮され、10時から11時40分となる。
当初のテーマ曲は7時台 - 9時台がNAOTO「サンバ・オブ・ザ・サン」、10時台・11時台がジミー・スミス「ザ・キャット」となっていたが、2021年4月からは、「サンバ・オブ・ザ・サン」のみとなる。また、この曲は番組ジングルでも使用されている。

## 放送時間
- 毎週日曜日 10:00 - 11:40（JST）[注釈 1]

### 過去の放送時間
- 毎週日曜日 7:00 - 11:40（2019年4月 - 2021年3月）[注釈 2]
- 毎週日曜日 7:00 - 11:55（2015年4月 - 2019年3月）[注釈 3]
- 毎週日曜日 7:00 - 12:00（2014年4月 - 2015年3月）
- 毎週日曜日 9:00 - 15:00（番組開始 - 2014年3月）

## 出演
- 小堀勝啓 - メインパーソナリティ。2015年6月30日まではCBCテレビ所属。7月1日からはフリーアナウンサー。

## 過去の出演者
- 野村美菜 - 演歌歌手。2017年4月から2020年6月まで11時台の生中継コーナーで出演[2]。
- MILLEA - サブパーソナリティ。歌手。2016年4月より2021年3月まで9時台のみ出演。
- 渡辺美香（2014年5月25日・2015年5月24日など）　※小堀勝啓がリスナー旅行（2014年5月25日はヨーロッパ旅行、2015年5月24日はオーストラリア旅行など）の際、代行として出演。

## タイムテーブル
下記は2019年3月までのタイムテーブルである。

### 7時台
- 7:00 オープニング
- 7:05 バースデーアーティスト
  - 放送当日が誕生日のアーティストと楽曲を紹介。
- 7:10 中日新聞ニュース
- 7:15 天気予報[注釈 4]
- 7:20 善意銀行だより[3]
- 7:22 CBC交通情報[注釈 5]
- 7:30 サトケンの買って!?ちょ〜だい![3]
  - KBCラジオ制作の箱番組。出演：佐藤健一、有阪幸代。
- 7:45 CBC交通情報[注釈 5]
- 7:50 バースデーアーティスト

### 8時台
- 8:00 中日新聞ニュース、天気予報
- 8:05 番組内容紹介
- 8:10 ハイウェイ情報[注釈 6]
- 8:12 ラジオショッピング（ファーマフーズ）
- 8:20 ゲストコーナー
  - 事前収録。
- 8:45 ラジ和尚・長谷雄蓮華のちょっと、かけこみませんか[4]
  - 出演：長谷雄蓮華（愛知県愛西市 大法寺住職）、中村友香（アシスタント、元CBCラジオレポートドライバー）

### 9時台
- 9:00 中日新聞ニュース
- 9:02 小堀とMILLEAによるフリートーク、投稿メール紹介
- 9:10 天気予報[注釈 4]
- 9:12 ハイウェイ情報[注釈 6]
- 9:16 ヨドバシカメラpresents ロバートの家電研究所
  - RKBラジオ制作の箱番組。出演：ロバート。
- 9:30 行ってミレア、食べてミレア
  - MILLEAによる体験情報や、リスナーからMILLEAへのおすすめ情報を紹介。
- 9:45 平均年齢86歳・合唱クラブミソノ
  - 愛知県瀬戸市の介護付き有料老人ホーム「ミソノピア」の入居者のために2017年1月に発足した[5]、平均年齢86歳の合唱クラブの活動模様を紹介。事前収録。

### 10時台
- 10:00 中日新聞ニュース
- 10:05 青春のグラフィティ[6]
  - 懐かしのアーティストの曲を紹介。ゲストが出演する場合もある[7]。
- 10:15 天気予報[注釈 4]
- 10:20 ハイウェイ情報[注釈 6]
- 10:23 番組内容紹介、投稿メール紹介
- 10:28 チェリッシュ愛の贈り物[8]
  - 箱番組。チェリッシュ（松崎好孝・松崎悦子）がリスナーからのメールをもとに、「Life 生きること」「Ordinary 普通であること」「View 同じ景色を見る」「Evergreen いつまでも変わらない」にちなんだトークと楽曲を紹介。
- 10:45 ボイスレター

### 11時台
- 11:00 中日新聞ニュース
- 11:03 ナニコレ?[9]
  - コーナーの冒頭で、クレイジーケンバンド・横山剣が制作・出演した番組ジングル[注釈 7]、コーナージングルに続き、このコーナーが生まれるきっかけとなった楽曲として赤木さとし「マサオ」のアウトロが流れる。
  - 珍曲や迷曲を紹介[注釈 8]。
- 11:10 野村美菜のみなさんいらっしゃい
  - 野村が東海三県（愛知・岐阜・三重）の観光地や商業施設などから生中継。見所や特産品などを紹介する。
  - コンサートツアー期間中は電話出演やスタジオ出演の場合もある。
- 11:20 イベント情報、アーティスト特集、インタビュー等
- 11:40 CBC交通情報[注釈 5]
- 11:42 天気予報[注釈 4]
- 11:45 来週のゆかりの曲
  - 次回ゲスト出演するアーティストにまつわる楽曲が流れる。
- 11:50 エンディング

### その他主なコーナー
- ゲストコーナー[10]
- サンデーレポドラ
  - レポートドライバーがレインボーカーに乗ってエリア内からレポートする[11]。

### 内包されている番組
- 11:20 小倉・IMALUの○○玉手箱

#### 過去に内 包されていた番組
- 9:16 美輪明宏 薔薇色の日曜日（TBSラジオ発）[3]
  - 2016年4月まで。2016年5月から6月までは12:40 - 12:50に放送。
- 9:45 ことばのおもちゃばこ[3]
  - 2016年4月から、12:20 - 12:35の放送時間に変更。

## 特別番組
年末スペシャル
2012年12月30日 9:00 - 18:00
2013年12月29日 9:00 - 18:00
年始スペシャル
2015年1月4日は7:00 - 15:00までの拡大版で『小堀勝啓の新栄トークジャンボリー 新春スペシャル 〜ナニコレ総選挙&えーミュージックもかけるがね!〜』を放送した。12時までの前半は2014年に「ナニコレ?」で放送した楽曲をリスナー投票によってもう一度かける。13時からの後半は当番組ディレクターと「A MUSIC PROGRAM」のDJを兼任する堀井holy庄一と放送する合体特番。
年忘れスペシャル
2016年12月30日 7:00 - 11:55、13:00 - 17:00
2018年12月30日 7:00 - 11:55
2019年12月29日 7:00 - 11:40、15:00 - 18:30
2020年12月29日 7:00 - 11:55
2021年12月30日 7:00 - 11:55
2022年12月30日 7:00 - 11:55
元旦スペシャル
2024年1月1日 6:30 - 9:00
2025年1月1日 6:30 - 9:00